# Die Klugscheißer (Fernsehsendung)
Die Klugscheißer, zuvor unter dem Titel Klugsch-Eisser & Co. KG bekannt, war eine deutsche Kabarettsendung, die ab dem 5. Januar 2011 vom Bayerischen Rundfunk (BR) zunächst in unregelmäßiger Reihenfolge etwa einmal monatlich in seinem Fernsehprogramm ausgestrahlt wurde. Gastgeber der Sendung waren Bruno Jonas, Monika Gruber und Rick Kavanian.
Der BR konzipierte diese Sendung, nachdem er sich Ende 2010 aus der Produktion der ARD-Kabarettsendung Satire Gipfel zurückgezogen hatte. Jonas kehrte, zwei Jahre nach seinem Ausstieg aus dem Scheibenwischer, mit ihr wieder auf den Bildschirm zurück.
Schauplatz der Sendung war die fiktive Politikberatungsagentur Klugsch-Eisser & Co. KG im Münchner Stadtteil Haidhausen. Jonas nahm dort die Rolle des Firmenchefs, Gruber die der Kontakterin und Kavanian die eines IT-Beraters ein.
Im März 2012 beschlossen die Programmdirektoren der ARD, die Sendung ab 2013 sechsmal pro Jahr im Hauptprogramm auszustrahlen. Nachdem Monika Gruber 2014 den Wunsch geäußert hatte, sich auf ihr Bühnenprogramm zu konzentrieren, kamen die Verantwortlichen überein, das Format nicht fortzuführen.
Insgesamt wurden 17 Folgen in 3 Staffeln gesendet.